# Goryphus albatus
Goryphus albatus là một loài tò vò trong họ Ichneumonidae.